# Herb obwodu moskiewskiego
Herb obwodu moskiewskiego – jeden z symboli tegoż obwodu został przyjęty 3 grudnia 1997 r. Wzorowany jest on na herbie istniejącej w okresie Cesarstwa Rosyjskiego guberni moskiewskiej, który z kolei powstał w oparciu o herb Moskwy.
Herb obwodu przedstawia tarczę herbową barwy czerwonej, a na niej wizerunek Świętego Jerzego w srebrnej zbroi na białym koniu, który złotą włócznią, zakończoną krzyżem atakuje złotego smoka z zielonymi skrzydłami. Tarczę wieńczy korona cesarska, a otacza wstęga orderu Lenina. 
Postać jeźdźca jest odwrócona w przeciwną stronę w stosunku do wizerunku widniejącego w herbie Moskwy. 
Herb obwodu moskiewskiego umieszczony jest także w lewym górnym rogu flagi regionu.

## Galeria

herb Moskwy - podstawa opracowania herbów regionu
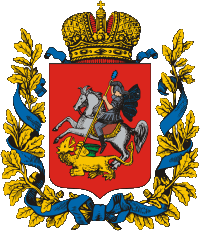
herb guberni moskiewskiej